# سفتة (بزنجان)
سفتة (بالفارسية: سفته) هي قرية تقع في إيران في قسم بزنجان الريفي. يقدر عدد سكانها بـ 63 نسمة .